# Landtagswahlen in der SBZ 1946
Die Landtagswahlen in der SBZ (Sowjetischen Besatzungszone) am 20. Oktober 1946 waren die einzigen Landtagswahlen auf dem Gebiet der späteren DDR bis 1990, die den Anschein hatten, frei, allgemein und geheim – also demokratisch zu sein.
Bei den Wahlen wurde die im April 1946 durch die Zwangsvereinigung der SPD mit der KPD entstandene SED stärkste Partei, allerdings reichte es nur in einem Land zur absoluten Mehrheit. Zur Wahl standen die SED, die damals vor allem einen „christlichen Sozialismus“ propagierende Christlich Demokratische Union Deutschlands (CDU(D)), die bürgerlich-liberale Liberal-Demokratische Partei Deutschlands (LDP(D)) und die SED-gesteuerte Vereinigung der gegenseitigen Bauernhilfe (VdgB). Die Ergebnisse wurden von Seiten der SED und der sowjetischen Besatzungsmacht mit Enttäuschung aufgenommen und trugen entscheidend dazu bei, das Wahlrecht in der sowjetischen Besatzungszone zu ändern, indem danach nur noch Einheitslisten aufgestellt wurden. Die Landtagswahlen in der DDR 1950 wurden dann nach diesem Wahlverfahren durchgeführt.
Die neu gewählten Landtage lösten die ernannten Beratenden Versammlungen (z. B. die Beratende Versammlung Brandenburgs) ab.
Am selben Tag fanden auch die einzigen demokratischen Wahlen in ganz Berlin bis 1990 statt. Dort war die Zwangsvereinigung der Arbeiterparteien misslungen, und die SPD konnte im Ergebnis die SED als dominierende Partei ablösen.

## Rahmenbedingungen und Wahldurchführung

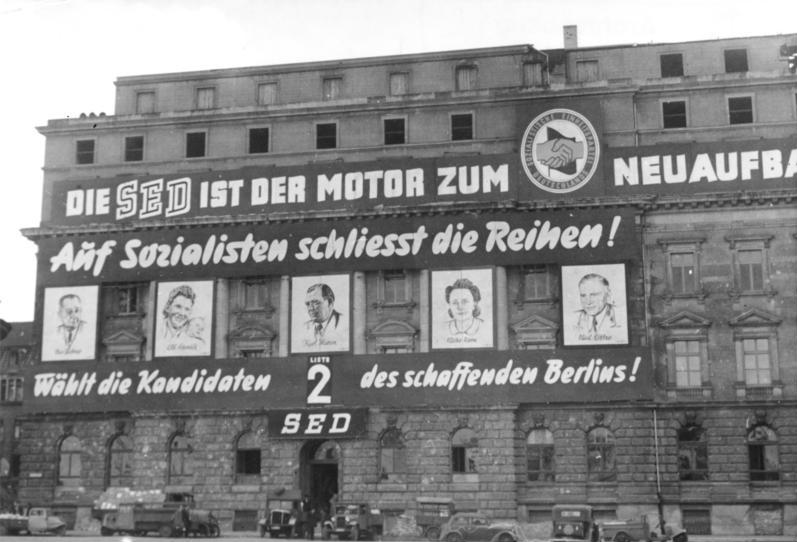
Wahlwerbung der SED in Berlin

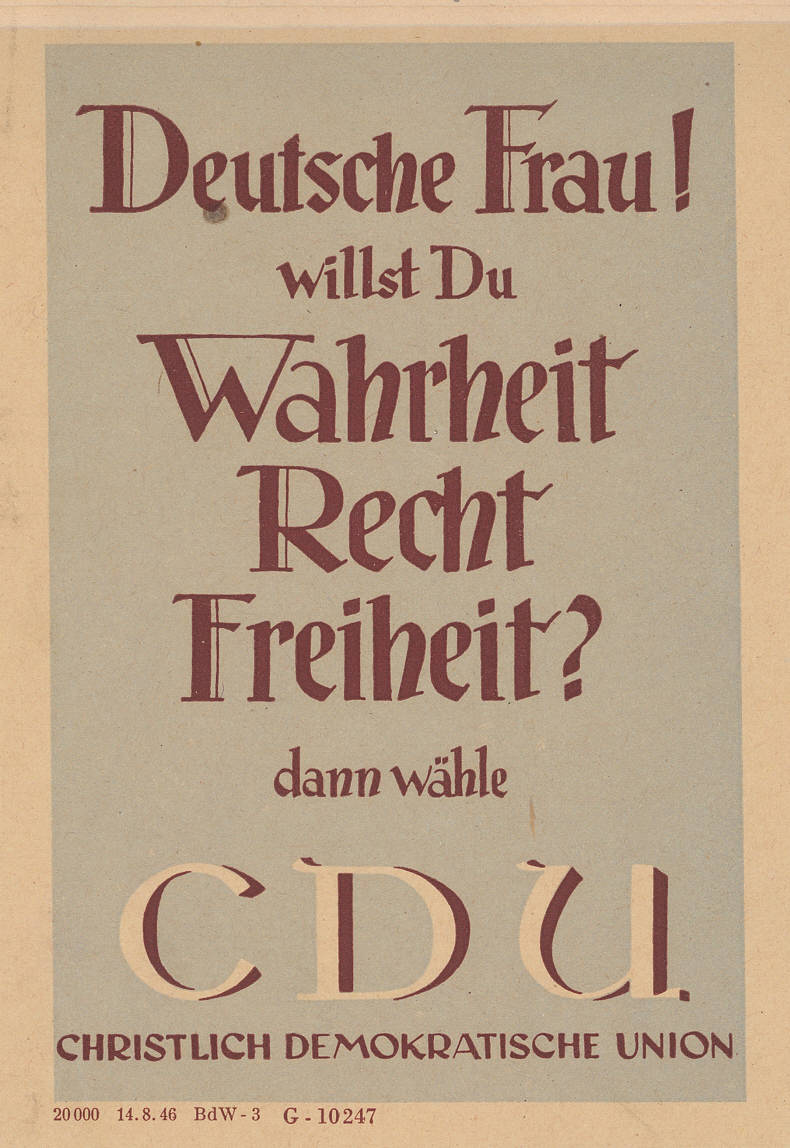
Wahlplakat der CDU

Auch wenn diese Wahlen selbst weitgehend frei schienen, waren die Rahmenbedingungen wie das Ergebnis verzerrt. Die Kommunisten kamen in den Genuss einseitiger Privilegien. So brachte die KPD als erste ihre Parteizeitung auf den Markt. Sie wurde üppig mit Papier versorgt, sodass diese Wahlpublikation eine größere Auflage und ein größeres Format hatte. Die anderen Parteien bekamen nur kleinere Mengen Papier zugeteilt, und ihre Blätter unterlagen einer scharfen Zensur. Die Zeitungen von SPD, LPD und CDU kamen mit je 250.000 Exemplaren in Umlauf, die der KPD mit 350.000 Exemplaren.
Der gravierendste administrative Eingriff der SMAD zu Gunsten der SED bestand im Verbot für die SPD, nach der Zwangsvereinigung mit der KPD zur SED selbstständig zu kandidieren. Die gleichzeitig stattfindenden Wahlen zur Berliner Stadtverordnetenversammlung, wo auch die SPD kandidieren konnte, zeigten, „daß die SED in wirklich freien Wahlen keinerlei Chance besaß, die angestrebte Hegemonie zu erlangen.“
CDU und LDP konnten zwar kandidieren, ihre organisatorische Basis war jedoch durch verzögerte Zulassung der Orts- und Kreisverbände spürbar geschwächt. Der Leiter der Zensur- und Propagandaabteilung der SMAD, Sergei Iwanowitsch Tjulpanow, wies in einem Geheimbefehl die regionalen Abteilungen der SMAD an, „die Gründung bürgerlicher Parteigruppen formell nicht zu verbieten“. Stattdessen sollten „verschiedene formale Vorwände“ gefunden werden, „um auch weiterhin deren Zahl begrenzt zu halten“. Lediglich in 20 % der Gemeinden konnten CDU und LDP Listen zu den vorangegangenen Kommunalwahlen in der SBZ 1946 aufstellen, während die SED flächendeckend zugelassen war. Auch bezüglich der Zuteilung von Papier und Druckkapazitäten wurden die bürgerlichen Parteien klar benachteiligt.
Rechtsgrundlage der Wahl war die von der Besatzungsmacht erlassene „Wahlordnung für die Landtags- und Kreistagswahlen in der sowjetischen Besatzungszone Deutschlands“ vom 11. September 1946.
Die Durchführung der Landtagswahl in allen Besatzungszonen war durch die Folgen von Diktatur und Krieg erschwert. Weiterhin befand sich eine große Zahl von Wahlberechtigten in Kriegsgefangenschaft und konnte ihr Wahlrecht dadurch nicht wahrnehmen. Infolge von Flucht und Vertreibung (in der SBZ „Umsiedlung“ genannt) lebten viele Millionen Menschen außerhalb ihrer Heimat. Auch war das Einwohnermeldewesen durch den Verlust der Archive der Gemeinden Ostdeutschlands beeinträchtigt. Diese Einschränkungen führten zum Beispiel zu der Kuriosität, dass Otto Nuschke gleichzeitig in den Landtag Brandenburgs als auch in den Landtag Sachsen-Anhalts gewählt wurde.
Ein schwieriges Thema stellte das Wahlrecht der ehemaligen Mitglieder von NSDAP, SS und anderen NS-Organisationen dar. Unter den vier Besatzungsmächten bestand Konsens darüber, dass eine aktive Mitwirkung an den Verbrechen des Nationalsozialismus einen Verlust des Wahlrechtes nach sich ziehen sollte. Da die Entnazifizierung aber noch nicht abgeschlossen war, galt es, geeignete Regelungen zu finden. Die Wahlordnung legte in der SBZ hierfür in § 3 fest, dass dies in Abhängigkeit vom Rang innerhalb der Organisation gelten sollte. Frühere Mitglieder der NSDAP waren zum Beispiel vom Ortsgruppenleiter an aufwärts nicht wahlberechtigt.
Allerdings beinhaltete die Wahlordnung in § 3 (3) einen Gummiparagraphen, nach dem „Sonstige Aktivisten des Faschismus und Kriegsinteressenten, deren Namen der Gemeindebehörde auf Vorschlag der antifaschistisch-demokratischen Parteien der Gemeinden durch den Block der antifaschistisch-demokratischen Parteien des Kreises namhaft gemacht werden“, vom Wahlrecht ausgeschlossen werden konnten. Dieser Passus wurde teilweise genutzt, um die Kandidaten bürgerlicher Parteien von der Wahl auszuschließen.

## Ergebnisse in den einzelnen Ländern
| Mecklenburg 1946 %50403020100 49,534,112,53,9 SEDCDULDPVdgB    | Brandenburg 1946 %50403020100 43,930,620,64,9 SEDCDULDPVdgB | Sachsen 1946 %50403020100 49,124,723,31,71,2 SEDLDPCDUVdgBSonst.    |
| Sachsen-Anhalt 1946 %50403020100 45,829,921,82,5 SEDLDPCDUVdgB | Thüringen 1946 %50403020100 49,328,518,93,3 SEDLDPCDUVdgB   | SBZ gesamt 1946 %50403020100 47,524,624,52,90,4 SEDLDPCDUVdgBSonst. |

|                   |                   | Mecklenburg | Brandenburg | Sachsen- Anhalt | Sachsen   | Thüringen | SBZ        |
| ----------------- | ----------------- | ----------- | ----------- | --------------- | --------- | --------- | ---------- |
| Wahlberechtigte   | Wahlberechtigte   | 1.308.727   | 1.655.980   | 2.700.633       | 3.803.416 | 1.986.081 | 11.454.837 |
| Wahlbeteiligung   | Wahlbeteiligung   | 1.178.211   | 1.515.987   | 2.473.184       | 3.518.108 | 1.737.786 | 10.423.276 |
| Wahlbeteiligung   | Wahlbeteiligung   | 90,0 %      | 91,5 %      | 91,6 %          | 92,5 %    | 87,5 %    | 91,0 %     |
| Ungültige Stimmen | Ungültige Stimmen | 64.463      | 69.168      | 142.673         | 227.113   | 75.927    | 579.344    |
| SED               | Stimmen           | 551.594     | 634.787     | 1.068.703       | 1.616.068 | 818.967   | 4.690.119  |
| SED               | Anteil            | 49,5 %      | 43,9 %      | 45,8 %          | 49,1 %    | 49,3 %    | 47,5 %     |
| SED               | Sitze             | 45          | 44          | 51              | 59        | 50        | 249        |
| LDP               | Stimmen           | 138.662     | 298.607     | 696.669         | 813.224   | 472.959   | 2.420.121  |
| LDP               | Anteil            | 12,5 %      | 20,6 %      | 29,9 %          | 24,7 %    | 28,5 %    | 24,6 %     |
| LDP               | Sitze             | 11          | 20          | 32              | 30        | 28        | 121        |
| CDU               | Stimmen           | 379.829     | 442.634     | 507.765         | 766.859   | 314.742   | 2.411.829  |
| CDU               | Anteil            | 34,1 %      | 30,6 %      | 21,8 %          | 23,3 %    | 18,9 %    | 24,5 %     |
| CDU               | Sitze             | 31          | 31          | 24              | 28        | 19        | 133        |
| VdgB              | Stimmen           | 43.663      | 70.791      | 57.374          | 57.356    | 55.191    | 284.375    |
| VdgB              | Anteil            | 3,9 %       | 4,9 %       | 2,5 %           | 1,7 %     | 3,3 %     | 2,9 %      |
| VdgB              | Sitze             | 3           | 5           | 2               | 2         | 3         | 15         |
| Frauenausschüsse  | Stimmen           | –           | –           | –               | 18.340    | –         | 18.340     |
| Frauenausschüsse  | Anteil            | –           | –           | –               | 0,6 %     | –         | 0,2 %      |
| Frauenausschüsse  | Sitze             | –           | –           | –               | 0         | –         | 0          |
| Kulturbund        | Stimmen           | –           | –           | –               | 19.148    | –         | 19.149     |
| Kulturbund        | Anteil            | –           | –           | –               | 0,6 %     | –         | 0,2 %      |
| Kulturbund        | Sitze             | –           | –           | –               | 1         | –         | 1          |